# 克里斯蒂安·迪辛格
克里斯蒂安·迪辛格（德語：Christian Dissinger，1991年11月15日—），德国男子手球运动员。他曾代表德国国家队参加2016年夏季奥林匹克运动会男子手球比赛，获得一枚铜牌。